# فيزياء حديثة

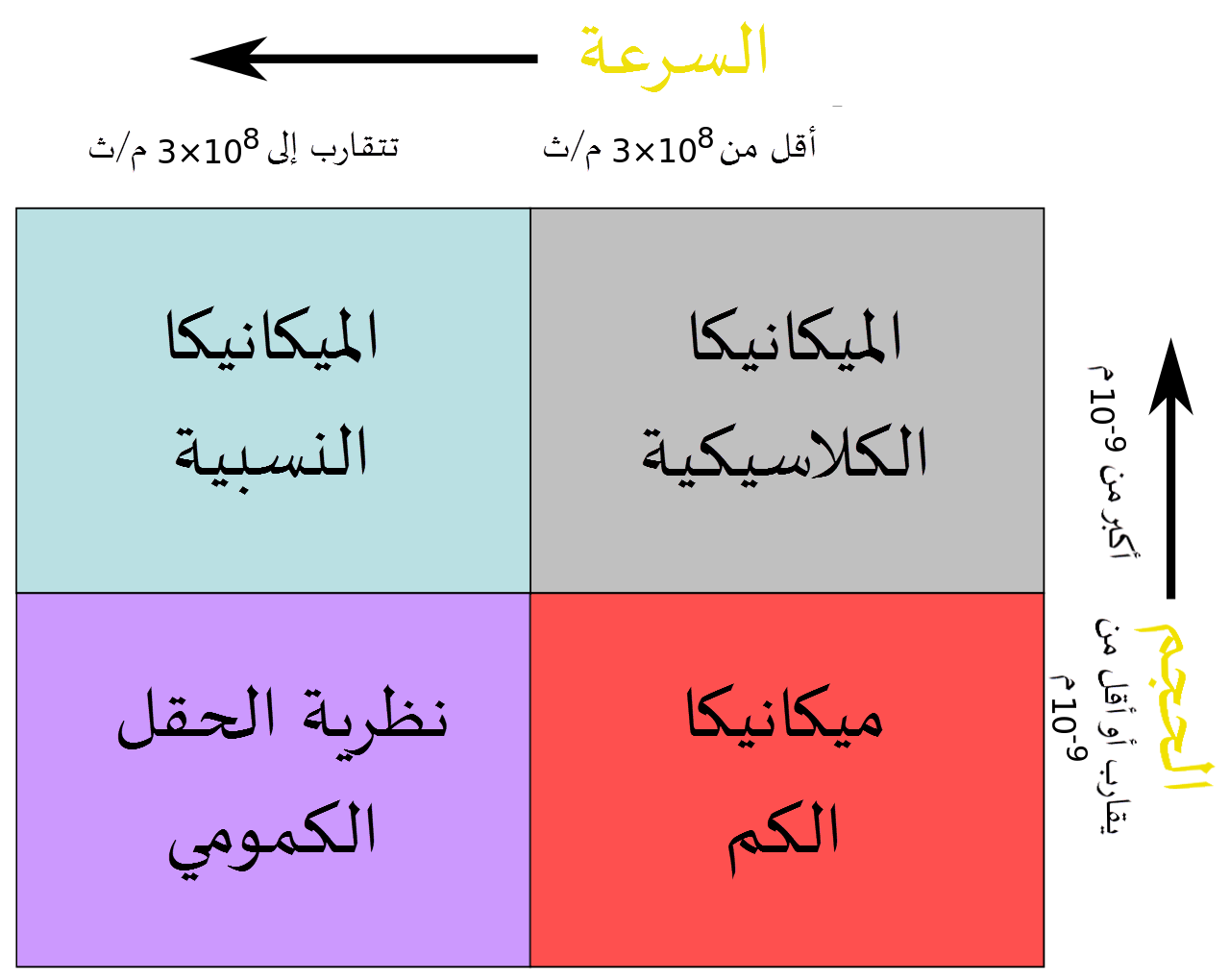
يرتبط الميكانيك الكلاسيكي عادة بالحالات اليومية: سرعات أقل بكثير من سرعة الضوء، وأحجام أكبر بكثير من تلك الذرية، حيث ترتبط الفيزياء الحديثة بالسرعات الكبيرة والمسافات الصغيرة.

يشير مصطلح الفيزياء الحديثة إلى ما بعد مفهوم نيوتن للفيزياء، أي انتهاء سيطرة الوصف الكلاسيكي للظواهر الفيزيائية، وبالتالي فإن الوصف الدقيق «الحديث» للواقع يتطلب نظريات تدرج عناصر ميكانيكا الكم أو نسبية أينشتاين أو كلاهما، ويستخدم عادة هذا المصطلح للإشارة إلى أي فرع من فروع الفيزياء طور في بداية القرن العشرين أو بعد ذلك أوتأثر بشكل كبير بفيزياء بداية القرن العشرين.
غالباً ما تتضمن الفيزياء الحديثة حالات قصوى مثل تضمن ميكانيكا الكم مسافات مقاربة للأبعاد الذرية (10−9 متر)، وتضمن النسبية سرعات تقارب سرعة الضوء (108 م/ث)، حيث أن المسافات الكبيرة والسرعات الصغيرة تنطوي ضمن الميكانيكا الكلاسيكية.

## نظرة عامة
بالمعنى الحرفي، يشير مصطلح الفيزياء الحديثة إلى الفيزياء العصرية، وبالتالي فإن نسبة كبيرة ممّا يدعى فيزياء كلاسيكية تُعَدُّ حديثةً، وتقريباً منذ عام 1890، تسببت الاكتشافات الجديدة بحدوث تحولات كبيرة مثل ظهور ميكانيكا الكم ونسبية أينشتاين، حيث أن المصطلح يُطلق عموماً على الفيزياء المتضمنة لعناصر من ميكانيكا الكم أو نسبية أينشتاين أو كليهما.
غالباً ما تتعامل الفيزياء الحديثة مع الحالات القصوى، فتميل آثار ميكانيكا الكم للظهور عند التعامل مع الصغائر (درجات الحرارة المنخفضة، والمسافات الصغيرة) في حين أن آثار النسبية تميل للظهور عند التعامل مع الكبائر (السرعات العالية، والمسافات الكبيرة)، وتَتْبَعُ الحالاتُ الوسطى السلوكَ الكلاسيكي؛ مثال: عند تحليل سلوك غاز في درجة حرارة الغرفة يُستخدم توزيع ماكسويل-بولتزمان (الكلاسيكي) وبالاقتراب من الصفر المطلق يفشل هذا التوزيع في وصف سلوك الغاز ويستخدم عوضاً عنه إحصاء فيرمي-ديراك أو إحصاء بوز-أينشتاين (الحديث).
غالبًا، من الممكن إيجاد أو استرجاع السلوك الكلاسيكي من الوصف الحديث من خلال تحليله عند سرعات صغيرة ومسافات كبيرة (بأخذ حد مسموح به، أو بعمل تقريب)، حيث تدعى النتيجة في مثل هذه الحالة بالحد الكلاسيكي.

## إسهامات هامة
تعتبر هذه الموضوعات بوجه عام بمثابة «جوهر» أسس الفيزياء الحديثة:
- النظرية الذرية وتطور النموذج الذري بشكل عام
- إشعاع الجسم الأسود
- تجربة قطرة الزيت
- تجربة فرانك-هرتز
- تجربة رذرفورد (تجربة جيجر ومارسيديان)
- عدسة الجاذبية
- تجربة ميكلسون ومورلي
- ظاهرة كهروضوئية
- ديناميكا حرارية كمومية
- التحلل الإشعاعي
- تجربة شتيرن-غيرلاخ
- ازدواجية موجة-جسيم
- فيزياء الجوامد